# Neurobasis anumariae
Neurobasis anumariae là loài chuồn chuồn trong họ Calopterygidae. Loài này được Hämäläinen mô tả khoa học đầu tiên năm 1989.